# Chamaecrista negrensis
Chamaecrista negrensis är en ärtväxtart som först beskrevs av Howard Samuel Irwin, och fick sitt nu gällande namn av Howard Samuel Irwin och Rupert Charles Barneby. Chamaecrista negrensis ingår i släktet Chamaecrista och familjen ärtväxter.

## Underarter
Arten delas in i följande underarter:
- C. n. albuquerquei
- C. n. negrensis